# NGC 1574
NGC 1574 is een elliptisch sterrenstelsel in het sterrenbeeld Net. Het hemelobject werd op 4 december 1834 ontdekt door de Britse astronoom John Herschel.

## Synoniemen
- PGC 14965
- ESO 157-22
- AM 0421-570